# Transmetalace
Transmetalace je druh reakce organokovových sloučenin spočívající v přenosu ligandu z jednoho atomu kovu na jiný. Obecná rovnice vypadá takto:
M1–R + M2–R′ → M1–R′ + M2–R
,kde R a R′ je většinou (ale nemusí být vždy) alkylová, arylová, alkenylová, alkynylová, halogenová nebo pseuhohalogenová skupina. Obvykle jde, z termodynamických a kinetických důvodů, o nevratný děj. Termodynamická výhodnost reakcí závisí na elektronegativitě kovu a kineticky výhodná bude reakce pouze tehdy, když budou v elektronových obalech obou atomů prázdné slupky. Existuje několik typů transmetalačních reakcí, jako jsou redoxní transmetalace a redoxní transmetalace s výměnou ligandů. V průběhu reakce dochází k aktivaci vazby kov-uhlík, což vede k tvorbě nových vazeb mezi kovovými a uhlíkovými atomy. Transmetalace jsou běžnými součástmi katalýz, syntéz komplexů prvků hlavní skupiny a přechodných kovů.

## Druhy transmetalace
Existují dva hlavní druhy transmetalace, redoxní transmetalace (RT) a redoxní transmetalace s výměnou ligandů (RTLE). Jedním ze zúčastněných kovů je obvykle 4d nebo 5d přechodný kov a druhým 3d kov hlavní skupiny nebo přechodný kov. Podle elektronegativit kovů a ligandů lze předpovědet, zda proběhne RT nebo RTLE reakce a jaké vzniknou produkty; například při reakci 3 HgPh2 s 2 Al se vytvoří 3 Hg a 2 AlPh3, protože Hg má větší elektronegativitu než Al.

### Redoxní transmetalace
Při redoxních transmetalacích se ligandy přesouvají z jednoho kovu na druhý mezimolekulárním mechanismem. V průběhu reakce se jedno z kovových center oxiduje a druhé se redukuje. Reakci řídí elektronegativity kovů a ligandů. Pokud je M1 elektronegativnější než M2, tak je termodynamicky výhodnější, aby se skupina R navázala na méně elektronegativní M2.
M1n+–R + M2 → M1 + M2n+–R

### Redoxní transmetalace s výměnou ligandů
Při redoxních transmetalacích s výměnou ligandů si ligandy obou komplexů vymění místa a navážou se na jiné kovové centrum. Ligandem R zde může být alkylová, alkenylová, alkynylová nebo arylová skupina a ligand X může být halogen, pseudohalogen, alkyl nebo aryl. Reakce může probíhat přes dva různé meziprodukty. Prvním z nich je asociativní meziprodukt, kde ligandy R a X spojují dva kovy, čímž dochází ke stabilizaci přechodného stavu. Druhou, méně častou, možností je kation, ve kterém R propojuje oba kovy a X vytváří anion. RTLE reakce probíhají soustředěným mechanismem. Podobně jako u RT reakcí na ně mají vliv elektronegativity kovů, ligand X se váže na elektropozitivnější kov. Výměna ligandů je termodynamicky výhodná, jestliže je M1 elektropozitivnější než M2.
M1–R + M2–X → M1–X + M2–R

## Využití

### V organické syntéze

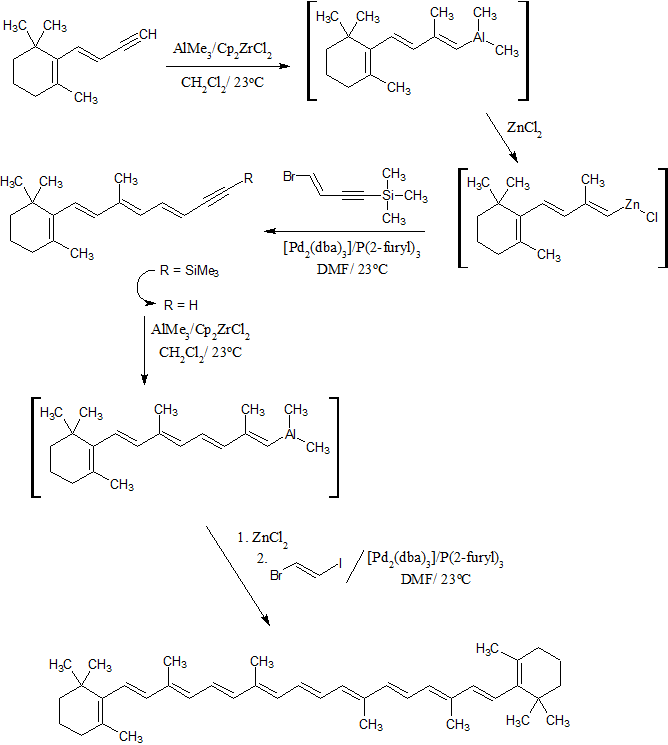
Příprava β-karotenu Negišiovou reakcí a transmetalační kaskádou

Transmetalace se často využívají jako součásti katalytických cyklů v organické syntéze. Příklady reakčních postupů zahrnujících transmetalace jsou Stilleova, Suzukiova, Sonogaširova a Negišiova reakce. Nejvhodnější jsou zde katalyzátory obsahující palladium. Obecně tyto reakce probíhají podle rovnice R′–X + M–R → R′–R + M–X a slouží k tvorbě vazeb C–C. R a R′ mohou být libovolné uhlíkaté zbytky. Výběr kovu, M, závisí na konkrétní reakci; ve Stilleově reakci jde o cín, v Suzukiových reakcích o bor, v Sonogaširových se používá měď a v Negišiových reakcích zinek. Transmetalační krok u reakcí katalyzovaných palladiem spočívá v adici R–M sloučeniny za vzniku sloučeniny typu R′–Pd–R. Transmetalační reakce mají velké syntetické využití, například v farmaceutické chemii. Stilleova reakcee se používá  výrobě protinádorového léčiva (±)-epi-jatrofonu; Suzukiovou reakcí lze získat jiné protinádorové léčivo oximidin II, Sonogaširovou reakcí se vyrábí eniluracil a Negišiovu reakci lze použít na přípravu β-karotenu kaskádou transmetalací.

### Příprava komplexů lanthanoidů
Organokovové komplexy lanthanoidů lze syntetizovat pomocí RT i RTLE. Lanthanoidy jsou díky svým nízkým elektronegativitám velmi elektropozitivní.
Jako kineticky inertní RT a RTLE reaktanty se často používají organické sloučeniny rtuti, například HgPh2, protože umožňují přípravu funkcionalizovaných derivátů, které nelze získat pomocí organolithných sloučenin a Grignardových činidel.
Diarylrtuťnaté deriváty jsou častými reaktanty při syntézách organických komplexů lanthanoidů. Hg(C6F5)2 je tu lepším RT reaktantem než HgPh2, protože při jeho použití není nutná aktivace kovu.
Fenylované komplexy lanthanoidů jsou tepelně stabilnější než příslušné pentafluorofenylové komplexy. Použitím HgPh2 je možné připravit komplex obsahující dva atomy ytterbia v rozdílných oxidačních číslech:
Yb(C10H8)(THF)2 + HgPh2 → YbIIYbIIIPh5(THF)4
Vazby Ln–C v komplexech Ln(C6F5)2 (kde Ln = Yb, Eu nebo Sm) jsou značně reaktivní, díky čemuž jsou užitečné při RTLE reakcích. K přípravě komplexů Ln(C6F5)2 lze použít protické substráty:
Ln(C6F5)2 + 2LH → Ln(L)2 + 2C6F5H
Problémům souvisejícím s nestabilitou Ln(C6F5)2 se lze vyhnout jejich in situ přípravou podle následující rovnice:
Ln + HgR2 + 2 LH → Ln(L)2 + Hg + 2 RH
Organocínové sloučeniny jsou také kineticky inertními RT a RTLE reaktanty použitelnými v řadě organokovových reakcí. Mají využití při syntézách komplexů lanthanoidů, jak je znázorněno v následující reakci:
Yb + Sn(N(SiMe3)2)2 → Yb(N(SiMe3)2)2 + Sn

### Příprava komplexů aktinoidů
RT může být použita k přípravě komplexů aktinoidů, například lze takto vytvořit halogenidy uranu z kovového uranu a halogenidů rtuti:
U + HgX → UX + Hg (X = Cl, Br, I)
Tuto RT reakci aktinoidů lze provést s několika různými sloučeninami rtuti a tak na kov navázat i jiné než halogenové ligandy:
2 U + 3 (C5H5)2Hg + HgCl2 → 2 (C5H5)3UCl + 4 Hg

### Kovy alkallických zemin
Komplexy kovů alkalických zemin se dají připravit pomocí RTLE, a to podobným postupem jako u lanthanoidů. Použití difenylrtuti zde vede ke vzniku elementární rtuti. Skladování rtuti je kvůli její toxicitě problematické a tak proběhl výzkum za účelem nalezení vhodnějšího RTLE reaktantu, který by byl méně toxický a stále měl dostatečnou účinnost. Takovou alternativou je trifenylbismut, BiPh3.
Rtuť a bismut mají podobnou elektronegativitu a při RTLE reakcích se chovají podobně. BiPh3 se dá použít k syntéze amidů a cyklopentadienidů kovů alkalických zemin . U BiPh3 je reakční čas delší než u HgPh2.